# Escuela de Notre Dame
Se conoce como Escuela de Notre Dame al grupo de músicos que trabajaron en la Catedral Notre Dame de París y en sus inmediaciones aproximadamente desde 1170 hasta 1250.

## Historia

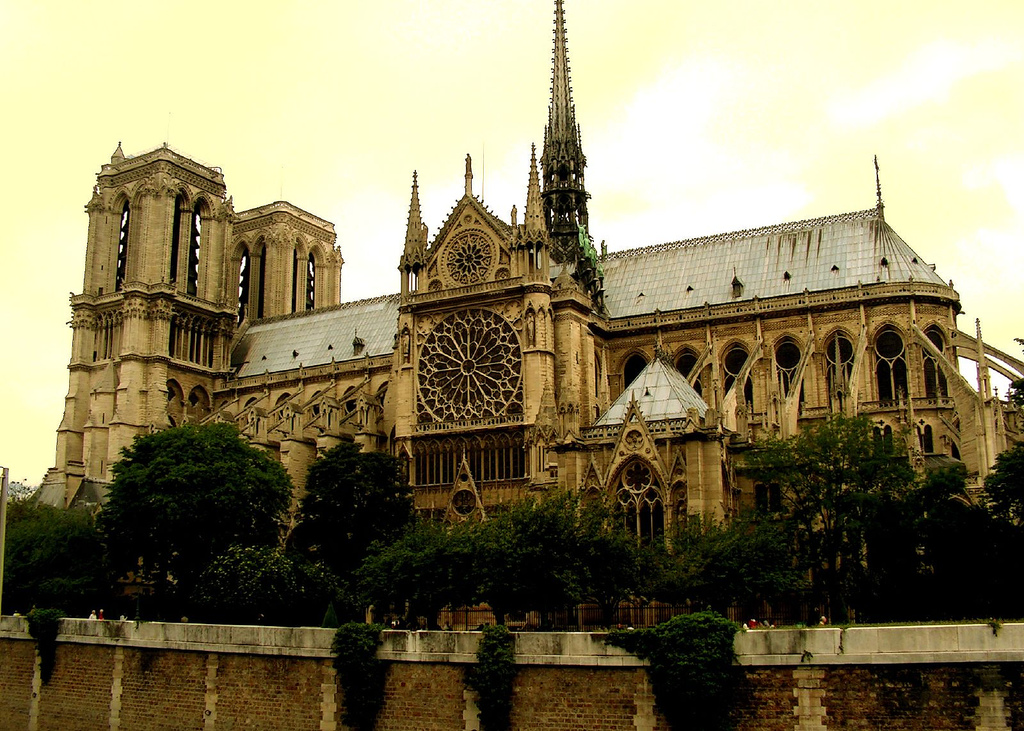
Catedral de Notre Dame.

La construcción de la catedral de Notre Dame de París fue ordenada construir por el obispo Maurice de Sully el día después de su elección hacia finales 1160 o principios de 1161. Los trabajos comenzaron en 1163 y se prolongaron hasta 1245. El altar mayor fue consagrado en 1182. Gracias a las frecuentes visitas de la familia real, a la famosa universidad de la capital y otras universidades en desarrollo, París brillaba como centro de la cultura y el arte de toda la cristiandad. Las investigaciones musicales, en un principio dispersas por los monasterios de las provincias, se concentran en las ciudades y experimentan un desarrollo sin precedentes. Así pues, Beauvais y Sens son centros importantes para el organum y la polifonía, así como Chartres desde el siglo XI.
La Iglesia aumenta la pompa de las ceremonias. Cada capilla rivaliza con las otras para magnificar la liturgia o las procesiones. Por su parte, la nobleza integra la música en la vida doméstica y la familia real mantiene un grupo de cantores para que estén disponibles siempre que sea necesario.
El fundamento del repertorio de la escuela (y de sus imitaciones en los principales centros europeos) es litúrgico. Su objetivo es acompañar a las ceremonias y procesiones del culto. Sin embargo, su ámbito de aplicación excedió el marco de lo estrictamente litúrgico. Esto se puede ver a través de los textos que contienen las piezas, dado que incluyen temáticas amorosas, críticas dirigidas a las autoridades religiosas o civiles. En ocasiones, la sofisticación llega a tal grado que la música no podría haber ido dirigida a otro ámbito más que el de los intelectuales y eruditos, entre los que se incluían estudiantes, médicos, teólogos, juristas y, por supuesto, músicos. 
Los músicos de Notre Dame escribieron una página decisiva de la historia de la música occidental al utilizar un sistema de notación rítmica tan abstracto como coherente, la musica mensurabilis, capaz de controlar las voces con más precisión que antes y que contribuye a que se incremente sustancialmente el número de composiciones.
Leonín, Perotín y el resto de los compositores anónimos cuya música ha perdurado son representantes de un período de la música medieval conocido como Ars antiqua. Durante este período nace el motete, que es el tipo de composición más frecuente en el Magnus Liber Organi .

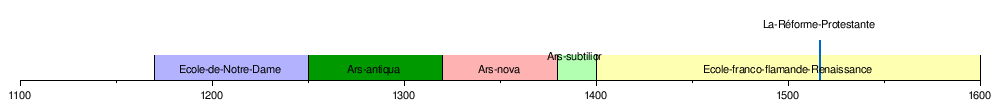

A pesar de que ha sobrevivido buena parte de la música de esta escuela, su interpretación sigue siendo controvertida, principalmente en lo referido al ritmo. Los teóricos Johannes de Garlandia, Franco de Colonia y Anónimo IV describen su interpretación, sin embargo estas descripciones tuvieron lugar más de dos generaciones después de que la música fuera escrita. Por ello no se sabe con certeza si realmente se interpretaba así, ya que el tipo de ejecución pudo haber cambiado en el tiempo transcurrido.

## Fuentes

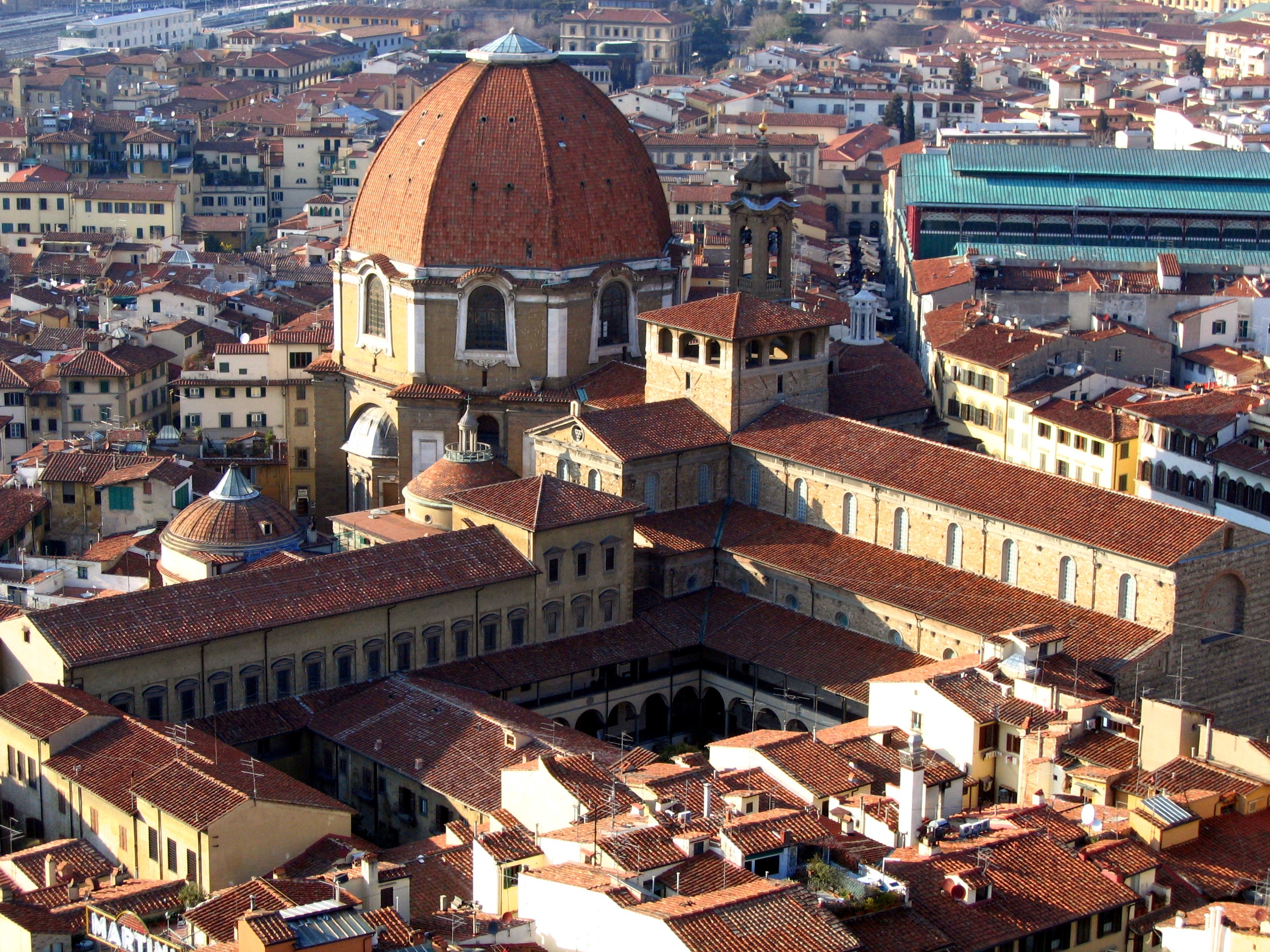
Exterior de la Biblioteca Laurenciana en Florencia.

### ManuscritoPluteus 29.1(Florencia)
El manuscrito Pluteus 29.1 o F de la Biblioteca Medicea Laurenziana de Florencia. Fue copiado e iluminado en París en el estudio de Jean Grusch (probablemente situado entre Notre Dame y la Sorbona) entre 1240 y 1255. 
Es un manuscrito de grandes dimensiones, de 232 × 157, escrito por una sola mano y se divide en 11 fascículos, todos ellos organizados siguiendo el ciclo litúrgico. Las páginas contienen doce pentagramas. El manuscrito presenta una laguna que ha sido identificada debido a una doble paginación.

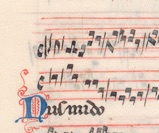
Folio 150 de Pluteus 29.1

Contiene 1023 composiciones, solamente religiosas, escritas para las grandes fiestas de Navidad, Pascua, Pentecostés y la Asunción, así como de otras devociones que se practicaban en París: Santa Magdalen, San Andrés o San Dionisio. Todo el contenido constituye en esencia una copia del Magnus Liber Organi de Léonin (con un centenar de piezas atribuidas), junto con las adiciones de Pérotin y de su escuela descrita por el Anónimo IV en el capítulo VI.
La notación musical empleada es modal.

### Manuscrito20486(Madrid)
El Codex de Madrid es el manuscrito 20486 de la Biblioteca Nacional de Madrid. Copiado en torno a 1260, tal vez por el Cabildo de la Catedral de Toledo, donde permaneció hasta 1869, en los Archivos capitulares de la Catedral. Sin embargo, no aparece en el catálogo hasta el siglo XVII, persisten las dudas en cuanto a su destino, probablemente un uso litúrgico más privado que público. 
Consta de 142 folios de 166 x 115 y le faltan cuadernos antes del folio 5 y los folios 106-107. Fue escrito por tres manos diferentes: f° 1-4, f° 5-24 y f°25-142.
Contiene una colección de conductus (la mayor parte del repertorio) y motetes constituyendo a veces la única fuente de las piezas, aunque el manuscrito de Florencia contiene la mayoría en el mismo orden y con muy pocas variantes. 
La notación utilizada es cuadrada rítmica.

### ManuscritoW1(Wolfenbüttel)

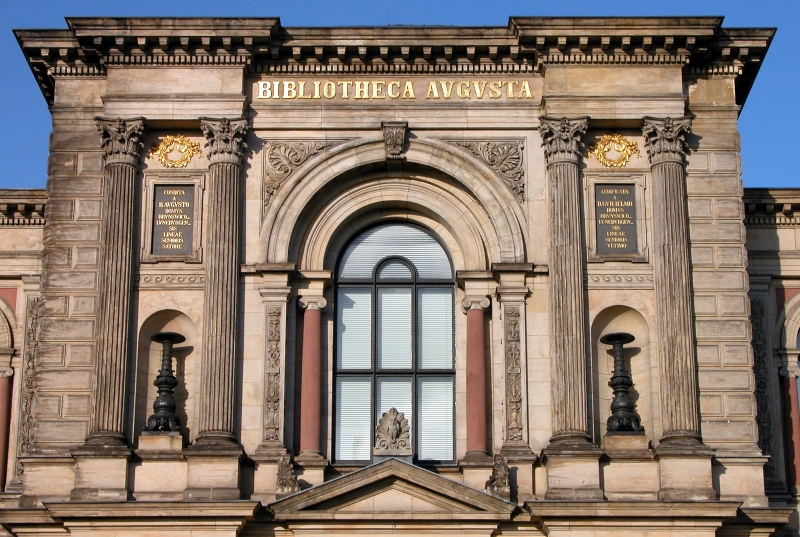
Entrada de la Biblioteca Herzog-August en Wolfenbüttel.

El manuscrito W1 se encuentra en la Biblioteca Herzog August ubicada en la localidad de Wolfenbüttel.
Este primer manuscrito de Wolfenbüttel (W1) es, según ha revelado la Paleografía, una recopilación que puede datar desde mediados del siglo XII hasta 1300, para el priorato benedictino de San Andrés en Escocia. Se trata de un pequeño libro de 166 × 115, cuyos márgenes se han recortado para la encuadernación. Contiene 197 folios de los 215 que tenía el original, organizados en 26 libros, en los que fueron dibujados doce pentagramas. 
A menos que se tenga en cuenta como fecha la más antigua propuesta por los historiadores, está conformado por un repertorio a dos voces relativamente antiguo (1200) con respecto a la fecha de la recopilación. Este repertorio se conserva y es aún más antiguo que el manuscrito de Florencia, por lo que su valor es grande.

### ManuscritoH 196(Montpellier)
El Codex Montpellier es el manuscrito H 196 de la Biblioteca de la Escuela de Medicina de Montpellier. La colección se compone de 400 páginas de 192 × 136, dividido en ocho fascículos. Hay ocho pentagramas por página, aunque la disposición varía dependiendo del fascículo. Fue copiado e iluminado entre 1260 y 1280 (fasc. I-VI). Su encuadernación tuvo lugar en el siglo XVIII. El fascículo VII data de finales del siglo XIII y el último hacia el final del reinado de Felipe el Hermoso, (tal vez por el inicio de otra colección).
Contiene una antología de 345 obras cuyo origen probablemente sea París o sus alrededores (aunque hay algunos indicios de la lengua picarda en los textos franceses), representativos de la época. El repertorio se compone principalmente de motetes profanos a dos o tres voces, pero también algunas piezas sacras como conductus, organum y hoquetus; todas ellas clasificadas por el número de voces en que están escritas las piezas. 
Algunos organa fueron copiados mediante una transcripción más sofisticada que nos permite hacernos una idea más precisa del ritmo.

### ManuscritoW2(Wolfenbüttel)
El manuscrito W2 de la Biblioteca Herzog-August de Wolfenbüttel. El origen del W2 es francés, probablemente del centro de Francia. Es de pequeñas dimensiones, 175 x 130, contiene 253 folios, repartidos en 33 cuadernos. Fue copiado entre 1250 y 1260 por tres manos diferentes: 
1. fasc. I-V, donde están copiados los organa;
2. fasc. VII-X, donde están copiados los motetes;
3. fasc. VI, en un pergamino diferente a los anteriores.

Las páginas incluyen de ocho a diez pentagramas. Hay algunas lagunas. La colección contiene una mayoría de motetes normalmente en francés (algunos con doble texto), sólo 29 conductus y ninguna cláusula.
El ritmo se anota de forma más exacta mediante la notación cuadrada modal y forma romboide.

### ManuscritoMsc.Lit.115(Bamberg)
El Codex Bamberg es el manuscrito Msc.Lit.115 de la Biblioteca Estatal de Bamberg. Procede de la Biblioteca del Cabildo de Bamberg. Tal vez es originario de Francia y fue copiado entre 1270 y 1300 en 80 folios de 26,3 x 18,6 y encuadernados en 1611. La colección se divide en dos partes: por una parte, los cantos (f° 1-64v en diez pentagramas) y por otra parte, dos tratados y dos motetes adicionales (f° 65-80, los motetes fueron copiados en once pentagramas).

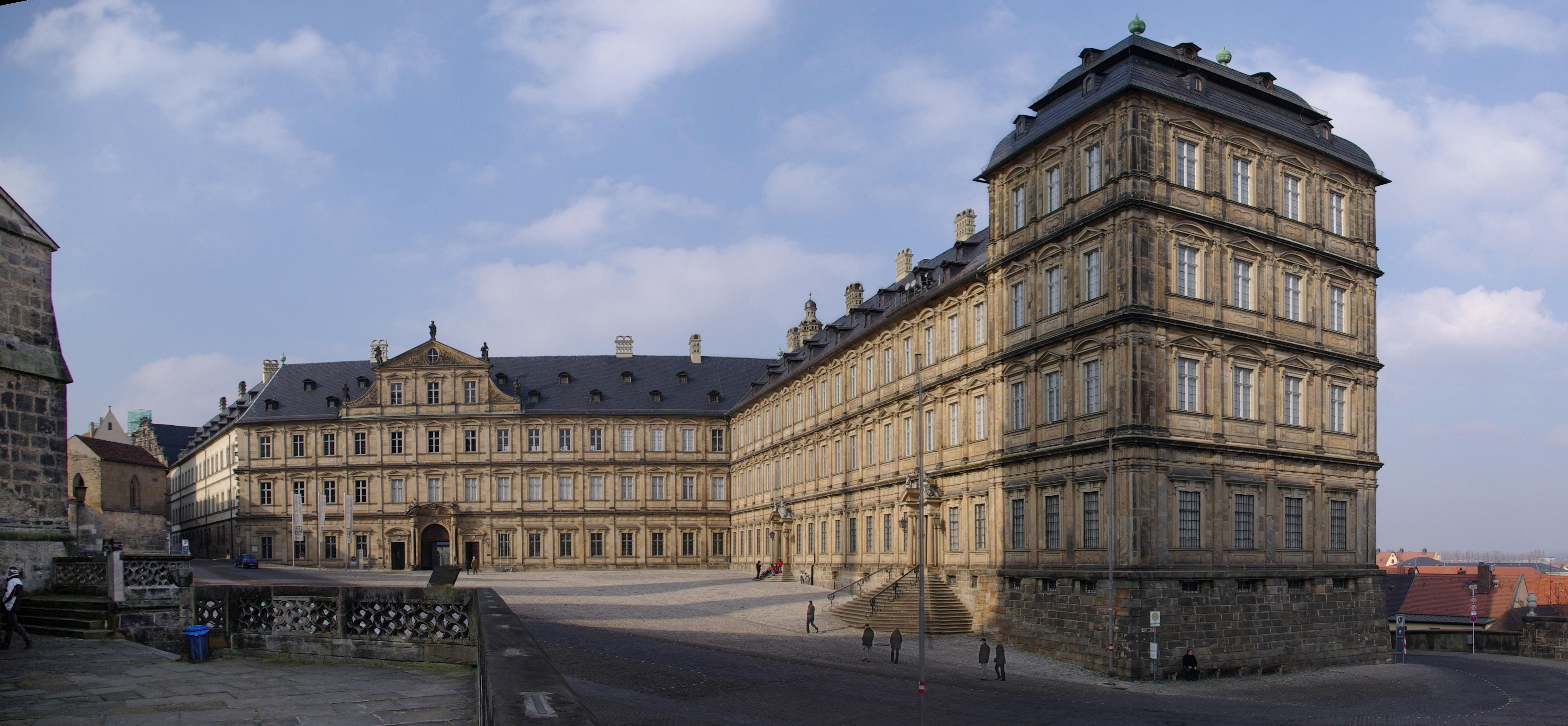
Biblioteca Estatal de Bamberg

Los tratados fueron copiados por una mano diferente, pero en el mismo período. El primero (f° 65-79) de 1271 del teórico musical inglés Amerus. Trata acerca de los matices, de los ocho modos y de la mano guidoniana. El segundo tratado (f° 79r & 79v) muestra la doctrina mensurabilista que se enseñaba en París desde 1240 hasta 1260.
La música está integrada por 107 motetes a tres voces en francés o latín clasificados casi por orden alfabético del incipit, los latinos primero (44) y a continuación el resto (47 en francés y 9 bilingües), además un conductus y 7 cláusulas. Muchos de estos motetes son de naturaleza profana y son anteriores a la fecha de la copia (1225-1255, salvo unas pocas obras que datan de 1275). La mayor parte del manuscrito se encuentra en Montpellier.
El tipo de notación utilizado es cercano al sistema de Diecritus, es prefranconiano y más avanzada que la del manuscrito H 196 de Montpellier. Las figuras musicales de las longas y las breves aparecen bien diferenciadas.

### Codex Las Huelgas(Burgos)

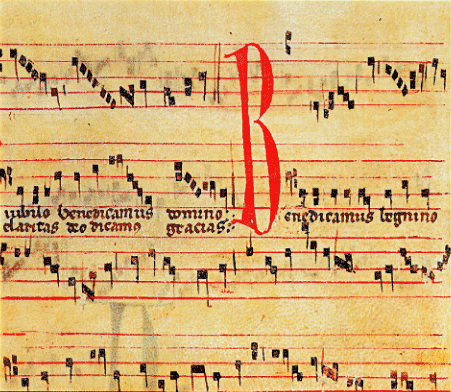
Extracto del Codex Las Huelgas.

El manuscrito de Las Huelgas o Codex Las Huelgas del Monasterio cisterciense de Santa María la Real de Las Huelgas de Burgos. Con cierto retraso, fue copiado a finales del siglo XIII y principios del siglo XIV en 18 cuadernos. En el folio 152v aparece el nombre de un compositor llamado Johannes Roderici o Johan Rodrigues (Juan Rodríguez en castellano) que probablemente corrigió los folios más antiguos.
El total asciende a 186 piezas de naturaleza muy heterogénea. A pesar de la mezcolanza con piezas del Ars nova, contiene organa, conductus y motetes del viejo estilo (en una cantidad inferior a cincuenta) de origen hispano, que en ocasiones son anteriores o bien siguen los dictados de la escuela y son muy cercanas al repertorio del manuscrito W1. El contenido litúrgico equivale a una cuarta parte de la colección. Los cuatro libros contienen al principio organa y al final cuatro conductus. Los diez cuadernos centrales están constituidos por prosas y motetes a partes iguales.
La notación empleada en este códice es franconiana. En palabras de Juan Carlos Asensio Palacios, «El manuscrito de Las Huelgas ha sido tradicionalmente considerado como el mejor ejemplo conocido de notación franconiana.»

### ManuscritoVari 42(Turín)
El manuscrito Vari 42 en la Biblioteca Real de Turín es de origen francés, alrededor de 1300. Su contenido es mucho más reducido, pero relacionado con el manuscrito de Montpellier.

### Otros
Además se pueden añadir: 
- Londres, BL, Add. 30091.
- Londres, BL, Egerton 2615.
- Madrid, BN, Ms 20846 (con origen probable en Toledo).
- Asimismo Turín, Darmstadt y Worcester.

### Tratado del Vaticano
El Tratado de composición del Vaticano, proviene del norte de Francia entre 1170 y 1180. Es una especie de manual o tratado del organum a dos voces. Aunque está lleno de ejemplos, no se menciona en ningún momento el ritmo. Sin embargo, permite imaginar cómo eran compuestas las voces y muestra pasajes de organum cada vez más adornado. El tratado proporciona además tres organa completos a modo de anexo.

## Teóricos
- Anónimo IV: un estudiante inglés que describió las prácticas de Notre Dame entre 1270 y 1275, es decir, un siglo después de la actividad original de los compositores. Este texto (de unas 22.000 palabras) cita importantes piezas de manuscritos que se pueden atribuir a Léonin y Pérotin. El apelativo "Anónimo IV" procede del musicólogo Edmond de Coussemaker.[15]
- Tratado de polifonía: manuscrito anónimo de 1279 de Saint Emmeram,[16] escrito en prosa y en verso por el teórico, alumno del Maestro Henri de Daubuef, canónigo de Notre Dame. Da muestras de conocer los tratados de Juan de Garlandia y de Lambertus. Se encuentra entre los tratados más largos y que alcanzaron una mayor difusión en su momento.
- Franco de Colonia: un maestro en el París de mediados del siglo XIII y probablemente autor de Ars cantus mensurabilis (c. 1260) (de alrededor de 4.000 palabras). El tratado propiamente dicho no llegó a tener demasiada difusión. No obstante, se dio a conocer en mayor medida a través de los resúmenes del mismo que circulaban entre los maestros, los colegios o la Universidad de París.[17]
- Juan de Garlandia (1195? - 1272?): junto con el anterior, es de los teóricos más importantes de aquel tiempo. Fue profesor en París en la misma época que Franco de Colonia. En su escueto tratado De mensurabili positio (c. 1240) (de alrededor de 5.000 palabras) se abordó de la manera más precisa y más clara que un tratado había hecho hasta entonces tanto la concepción como la notación del ritmo. Se comentó ampliamente el estilo de organum a 3 y 4 voces de Pérotin, en particular en lo que respecta a la ornamentación de las voces superiores, llamadas colores.
- Jean de Bourgogne o Juan de Borgoña: no dejó ningún tratado, pero Pierre de Picard (véase a continuación) nos deja una gran cantidad de notación.
- Pierre de Picard: autor de Ars mottetorum compilata breviter, un pequeño tratado que posteriormente fue reproducido en su totalidad por su pupilo Jérome de Moravia. Se cree que Pierre de Picard y Petrus de Cruce, reformador y precursor de la notación franconiana del Ars nova, podrían ser la misma persona.
- Jérome de Moravia: procedente de Escocia en vez de Moravia, fue un dominico que estuvo activo en París hasta finales del siglo XIII. Fue profesor de música en Saint-Jacques. En su tratado Tractatus de musica recoge una suma de los conocimientos musicales de su tiempo.[18]

## Compositores

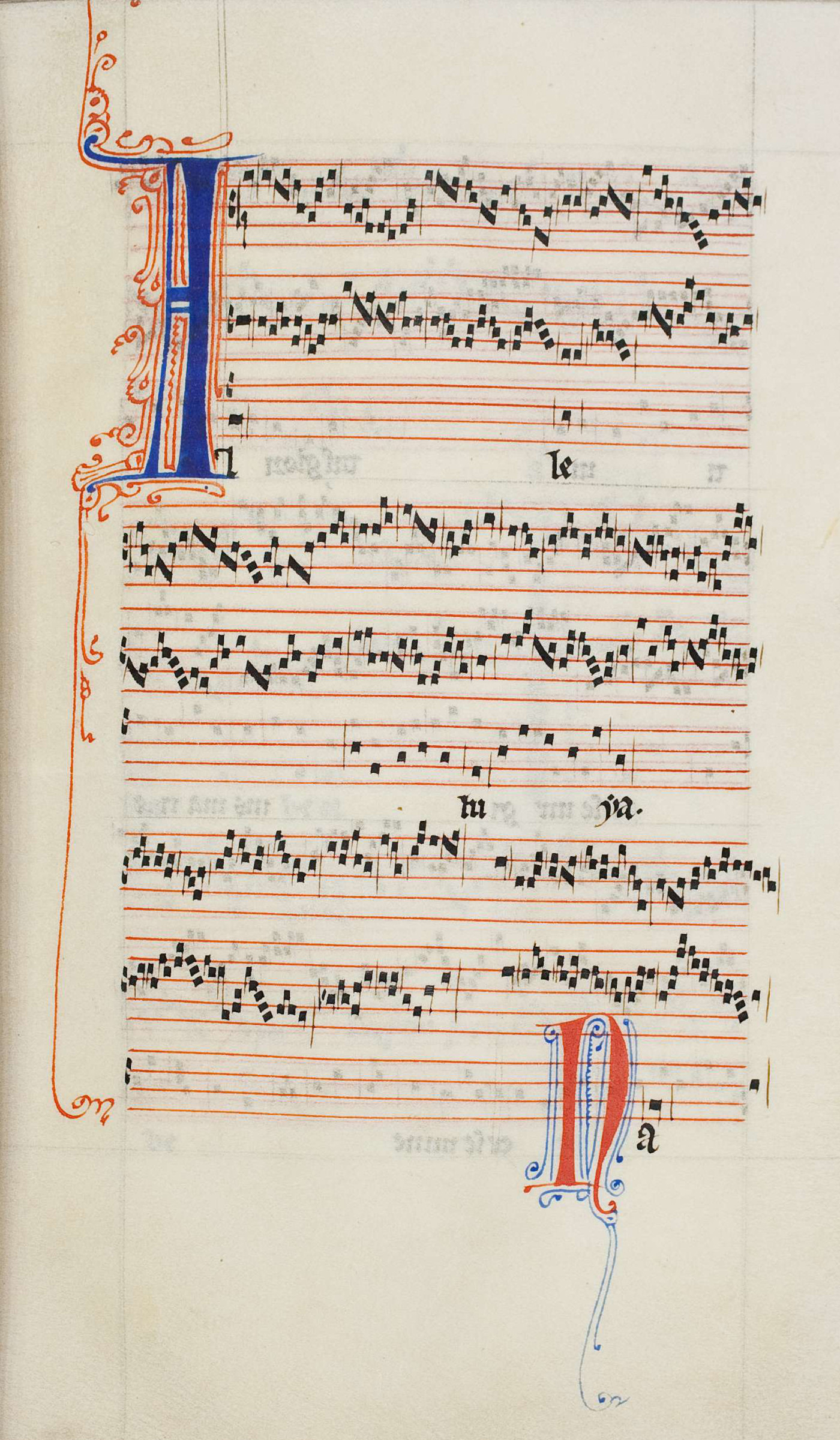
Alleluia nativitas de Pérotin, muestra de polifonía sacra medieval.

En el terreno de la composición destacan las figuras de dos cantores en el siglo XII. Aunque la mayoría de los compositores de este período son anónimos, hacia 1280 un teórico inglés conocido como Anónimo IV ('Anónimo IV'), que trabajaba o estudiaba en Notre Dame a finales del siglo XIII, cita a los franceses Leonín (1135-1201) y Perotín (1155-1230) como «los mejores compositores de órganum» y especifica que compilaron el libro de organum conocido como Magnus Liber Organi. Anónimo IV proporciona una información muy valiosa sobre la música de la escuela y los principios involucrados en la composición. 
En primer lugar, Leonín (Leo o Magister Leoninus según las fuentes), que estuvo activo durante la segunda mitad del siglo. De acuerdo con Craig Wright, fue un poeta conocido así como un importante canónigo. Se dedicó principalmente a la composición de organum a dos voces. Se le atribuye el Magnus Liber Organi, ya que fue el primer cantor de la nueva catedral. 
A continuación, Perotín (Perotinus Magnus) activo hacia finales del siglo XII y primer trimestre del siglo XIII. Perotín es el primer compositor de órganum quádruplum (polifonía a cuatro voces), o al menos el primero cuya música ha llegado hasta nosotros. Suele componer a tres o cuatro voces. Según Craig Wright, es Pedro, succentor de Notre Dame. 

«Maestro Leonín, de quien se dijo que era el mejor compositor de organum ('optimus organista'), que hizo el gran libro de organa el gradual y el antifonal para extender el Oficio Divino. Este libro estuvo en uso hasta la época del gran Perotín que le superó y escribió cláusulas o secciones numerosas y mejores porque era el mejor compositor de discanto ('optimus discantor').»
 — Anónimo IV, 1275

Dos obras emblemáticas a destacar son Viderunt omnes, gradual de Navidad de 1198 y Sederunt, gradual de Saint Etienne (26 de diciembre), de 1199. En Viderunt omnes, se puede observar un canon a la quinta constituido entre el duplum y el triplum. Ambas piezas se encuentran en los primeros manuscritos W1 y Pluteus, lo cual muestra el valor o relevancia de estas composiciones.
Como el manuscrito original ha desaparecido y sólo se conocen una serie de copias de fechas diversas con modificaciones significativas, es probable que las piezas de Léonin retocadas por Pérotin se le hayan atribuido erróneamente, o que la contribución de cada uno no haya podido delimitarse de manera pertinente. También es posible que dada la sensible transformación de los métodos de anotar la música, el copista ha cambiado intencionadamente el texto que ha llegado hasta nosotros.

## Formas y géneros musicales
Formas
- Organum: es una polifonía muy ornamentada y sofisticada que se desarrolla sobre una sección de canto llano. El primer procedimiento de composición que se remonta a los primeros escritos en el siglo IX, es el organum que se convirtió en una verdadera forma musical por derecho propio. En una frase formada por valores iguales, un canto llano llamado cantus firmus, se añade la voz organal, una especie de contrapunto de nota contra nota. Partiendo del unísono, las voces se separan hasta formar un intervalo de cuarta justa que se mantiene siguiendo un movimiento paralelo. A partir del siglo XII aparece el discanto. La voz organal es sustituida por el discantus que entonces se sitúa por encima del cantus firmus que pasa al bajo y toma el nombre tenor que dará lugar a nuestro tenor moderno. Esta voz se caracteriza por una gran libertad de movimientos contrarios, abandonando el paralelismo anterior. Esta voz se suele improvisar y adornar, que es todo lo que no aparece en las fuentes que se conservan. Existen dos estilos, uno denominado florido y otro en discanto (nota contra nota). Dependiendo del grado de solemnidad de la ceremonia, el organum era aún más lento. El discanto es un procedimiento que utiliza el movimiento contrario, base del contrapunto. Aparece en 1025 en el Micrologus de Guido de Arezzo y también será recogido por un tratado de Johannes Cotto en el año 1100. 
  - Organum duplum (a dos voces o diafonía)
  - Organum triplum

- Conductus: es un canto monódico o polifónico, destinado a acompañar una procesión durante el oficio. Esta forma viene directamente del versus de la tradición aquitana. Franco de Colonia hace hincapié en el tratamiento claramente rítmico de esta forma. Los conductus están escritos en el estilo del discantus, el texto y la música son composiciones libres, sin relación con el texto de la liturgia canónica o el canto gregoriano. Los conductus toman la forma estrófica de los poemas. El testimonio de Anónimo IV comenta que Perotin compuso el conductus monódico Beata Viscera, en el que el texto fue compuesto por Philippe Le Chancelier. Los conductus pueden estar escritos a una o a cuatro voces iguales. Los conductus a dos voces son los más ricos en variaciones técnicas, las frases a menudo terminan con una copula en la última sílaba.
  - Conductus monódico
  - Conductus polifónico

- Motete: (de motulis, mot que en francés significa palabra) es un canto polifónico de tipo organum sobre el que se añade un nuevo texto. Para citar un motete se deben incluir los dos o tres textos que componen la pieza. Las piezas más antiguas se encuentran en el W2. Los textos en latín o en francés aparecieron simultáneamente y se encuentran mezclados. Al principio se escribieron a dos voces y es alrededor de 1220 cuando a las composiciones se les añade una tercera voz, el triplum que incorpora las palabras de la voz llamada motetus (denominados motetes-conductus), que es rápidamente abandonada en favor del triplum o quadripum. No tiene relación alguna con el significado de la palabra en el siglo XVII.

- Chanson
- Estampie

Géneros
- La trucatio vocis u hoquetus. Son célebres los recogidos en el manuscrito de Bamberg.

## Notación (tacto)
La notación musical de finales del siglo XII se realiza sobre cuatro o cinco líneas. Las claves son de Do o de Fa (muy rara vez de Sol o Do a la octava). Las notas se reducen a cuadrados. Las notas largas se representan con un rectángulo, más o menos alargado. Los grupos de neumas están separados por líneas verticales y una doble barra indica el final de la canción. Como alteraciones nos encontramos con la indicación de bemol, becuadro y durante el siglo XIII aparece el sostenido.

## Continuidad
La escuela de Notre Dame se muestra menos parisina de lo que cabría esperar conforme a las teorías de investigadores de principios del siglo XX como Friedrich Ludwig. En el siglo XIII las prácticas polifónicas del organum parisino se expanden por Inglaterra y España, según sugieren los manuscritos W1, de Madrid o de Burgos., pero también los desarrollos propios, ya que los versículos del Kyrie, las prosas, el Santus y el Agnus dei, que no fueron tratados polifónicamente en París son de origen inglés. La mayor parte de los organa ingleses solamente utilizan el primer modo rítmico (negra-corchea, negra-corchea) y también predomina en los motetes más tardíos.

## Influencia
Compositores contemporáneos como Steve Reich y Arvo Pärt han considerado la música de la Escuela de Notre Dame como una de las influencias de sus trabajos.

## Discografía
Antologías
- 1976 – Music of the Gothic Era. Early Music Consort of London, David Munrow. (Deutsche Grammophon)
- 1985 – École Notre-Dame: Messe du jour de Noël. Ensemble Organum, Marcel Pérès. (Harmonia Mundi)
- 1986 – Ecole de Notre Dame de Paris. Le chant des Cathédrales. Ensemble Gilles Binchois, Dominique Vellard. (Harmonic)
- 1990 – Music of the Middle Ages. The Western Wind. (Libro con dos cassettes. Schirmer Books ISBN 0-02-872953-6) . 
            Reedición parcial en CD: Medieval Music. Hilliard Ensemble, Paul Hillier. (Conifer)
- 1995 – École Notre-Dame: Messe de la Nativité de la Vierge. Ensemble Organum, Marcel Pérès. (Harmonia Mundi)
- 1996 – Dame de Flors. École Notre-Dame siglo XII-XIII. Ensemble Discantus, Brigitte Lesne. (Opus 111)
- 1997 – Vox Sonora. Diabolus in Musica, Antoine Guerber. (Studio)
- 1997 – Codex Bamberg. Camerata Nova, Luigi Taglioni. (Stradivarius)
- 2001 – La Bele Marie. Songs to the Virgin from 13th-century France. Anonymous 4. (Harmonia Mundi)
- 2005 – A History of Music, 5: The Birth of Polyphony. Anonymous 4. (Harmonia Mundi)
- 2006 – Paris expers Paris. Diabolus in Musica, Antoine Guerber. (Alpha)

Léonin & Pérotin
- 1976 – Vox Humana. Vokalmusik aus dem Mittelalter. Studio der frühen Musik, Thomas Binkley. (EMI Reflexe)
- 1989 – Pérotin. Hilliard Ensemble, Paul Hillier. (ECM)
- 1992 – Philippe Le Chancelier: École de Notre-Dame, Conductus, Lai, Sequence, Rondellus. Sequentia. (Deutsche Harmonia Mundi)
- 1993 – École de Notre-Dame de Paris. Ensemble Gilles Binchois, Dominique Vellard. (Harmonic)
- 1995 – L'âge des Cathédrales, Musiques extraites du "Magnus Liber Organi". Theatre of Voices, Paul Hillier. (Harmonia Mundi)
- 1996 – Pérotin et l'Ars Antiqua. Hilliard Ensemble, Paul Hillier. (Hilliard Live)
- 1997 – École de Notre-Dame: Léonin, Pérotin, plein-chant et organum tiré du Magnus Liber Organi. Orlando Consort.
- 2004 – Pérotin & l'École de Notre Dame. Ensemble Gilles Binchois, Dominique Vellard. (Ambroisie)

Música profana
- 1992 – Les Escholiers de Paris. Motets, Chansons et Estampies du XIIIe siècle. Ensemble Gilles Binchois, Dominique Vellard. (Harmonic)